# Their Sinful Influence
Their Sinful Influence è un cortometraggio muto del 1915 diretto da Lloyd B. Carleton.

## Trama
Trama di Moving Picture World synopsis in (EN)  su IMDb

## Produzione
Il film fu prodotto dalla Selig Polyscope Company.

## Distribuzione
Distribuito dalla General Film Company, il film - un cortometraggio in tre bobine - uscì nelle sale cinematografiche statunitensi il 4 novembre 1915.